# Brunnsvallen
Brunnsvallen är en idrottsplats i Ronneby för friidrott och bollsporter, idrottsplatsen är en av de mest anrika i kommunen och anlades 1928. Den fick vid uppförandet sitt namn efter Ronneby brunn. Idrottsplatsen är hemmaarena för föreningar som Ronneby BK, FC Iliria och Ronneby OK.